# 素足で駆けるとき -ある少年の記録-
『素足で駆けるとき -ある少年の記録-』（すあしでかけるとき あるしょうねんのきろく）は、1970年10月21日に発売された、フォーリーブスの3枚目のサウンドトラックである。

## 収録曲

### LP
- SIDE A

1. 100メガトンの希望 [3:30]
作詞：嶋岡晨／作・編曲：三保敬太郎
2. 今日から僕は [3:11]
作詞：萩原朔美／作曲・編曲：前田憲男
3. 4枚の葉っぱ [2:39] 
作詞：高橋睦郎／作曲：梶沢知弘／編曲：三保敬太郎
4. ぼくが歌う時 [2:33]
作詞：高橋睦郎／作曲・編曲：渋谷毅
5. もしも [5:00]
作詞：高橋睦郎／朗読：江木敏夫

- SIDE B

1. ほっといて [5:27]
作詞：高橋陸郎／作曲・編曲：三保敬太郎
2. 自由に歌う [3:23]
作詞：嶋岡晨／作曲：田中未知／編曲：三保敬太郎
3. ファンレター [3:51]
作詞：高橋陸郎／作曲・編曲：三保敬太郎
4. 歌うことは素晴らしい [2:53]
作詞：高橋陸郎／作曲・編曲：三保敬太郎／作品コード:010-5157-1
  - オムニバスアルバム『ソフトロック・ドライヴィン*美しい誤解』に収録した単曲の音源はCD化。
5. 素足で駆けるとき[5:21]
ファンレター - 作詞：高橋陸郎／作曲・編曲：三保敬太郎
100メガトンの希望 - 作詞：嶋岡晨／作曲・編曲：三保敬太郎
編曲：三保敬太郎

### CD
1. 100メガトンの希望
2. 今日から僕は
3. 4枚の葉っぱ
4. ぼくが歌う時
5. もしも
6. ほっといて
7. 自由に歌う
8. ファンレター
9. 歌うことは素晴らしい
10. 素足で駆けるとき